# Ray McKinley

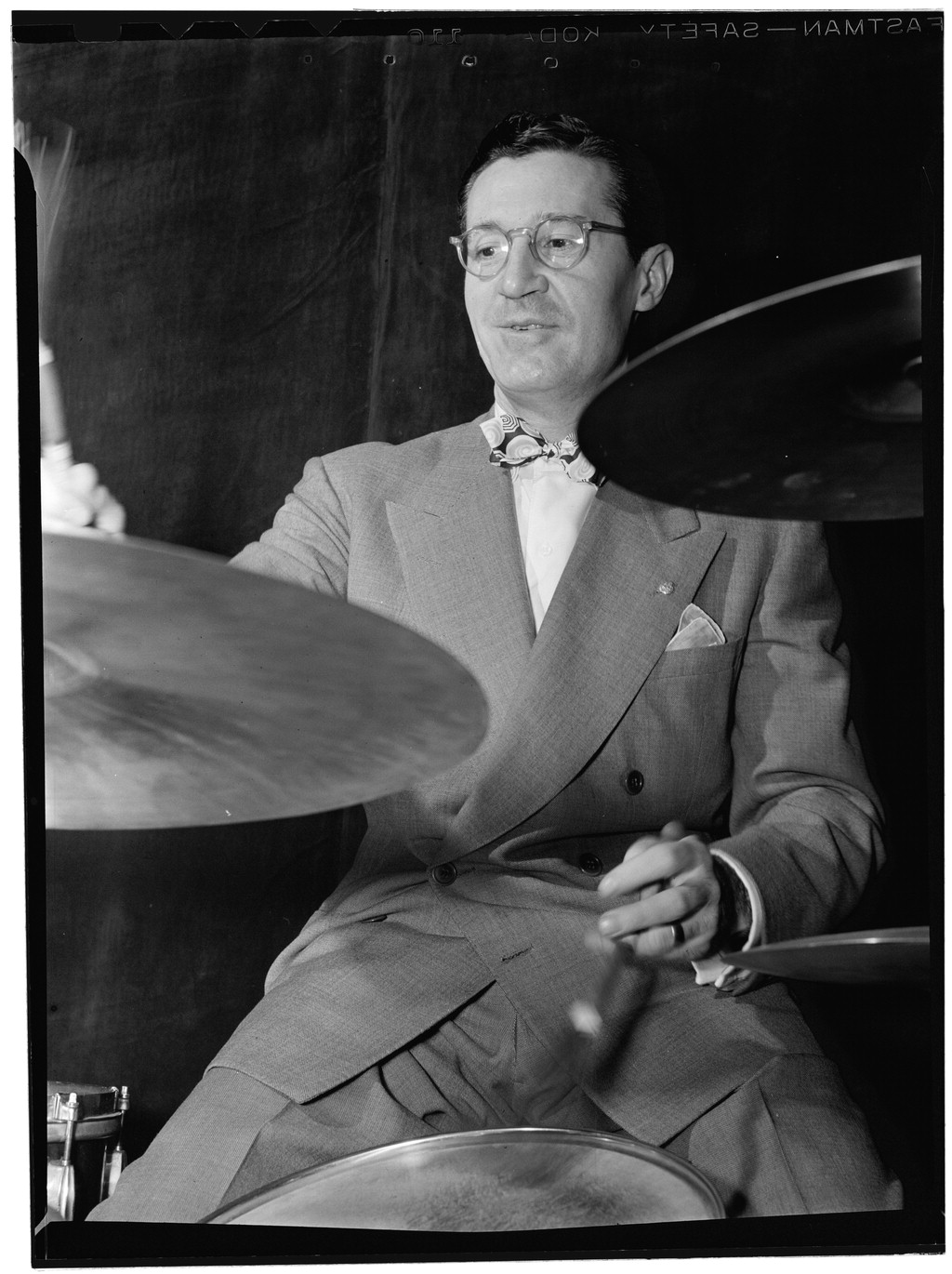
Ray McKinley, Hotel Commodore, New York, ca. April 1946.
Fotografie von William P. Gottlieb.

Ray McKinley, Spitzname „Eight Beat Mack“ oder „Mack“, (* 18. Juli 1910  in Fort Worth in Texas; † 7. Mai 1995 in Largo (Florida)) war ein US-amerikanischer Jazz-Schlagzeuger, Sänger und Bandleader des Swing.
McKinley spielte in lokalen Bands wie bei Savage Cummings und Larry Duncan im Bereich Fort Worth/Dallas, bevor er 1929 der Band von Smith Ballew beitrat, wo er dann Glenn Miller traf, der ein lebenslanger Freund wurde. Zusammen gingen sie 1934 in die Band der Dorsey Brüder. McKinley blieb auch in der Nachfolgeband, die Jimmy Dorsey ab 1935 alleine leitete. 1939 wechselte er zu Will Bradley, mit dem er bald darauf die Band leitete und als Sänger mit „Beat me Daddy, eight to the bar“ 1940 einen Hit hatte (als Songschreiber hatte er Teilrechte unter dem Mädchen-Namen seiner Frau Eleanore Sheehy). Sie spielten u. a. im Famous Door und im Paramount Theater. Im Januar 1941 entstand eine im Duo mit dem Pianisten Freddie Slack einspielte 78er („Southpaw Serenade“); 1942 gründete McKinley eine eigene Band, in der Imogene Lynn und er selbst die Sänger waren, Lou Stein Klavier und Pete Candoli und Dick Cathcart Trompete spielten. Die Band trat im New Yorker Commodore Hotel und in dem Film „Hit Parade 1943“ auf. Außerdem entstanden einige Schallplatten für Capitol; mit dem Song „Big Boy“ hatte die McKinley-Band im Mai 1943 einen ersten Hit in den nationalen Charts (#14). Nachdem McKinley eingezogen wurde, trat er als Schlagzeuger der Glenn Miller Army Air Force Band bei, die er nach dem Verschwinden von Miller 1944 bis 1945 mit Jerry Gray leitete.  
Nach seiner Entlassung aus der US-Army 1946 gründete er wieder eine eigene Formation, zunächst ein Quartett, mit dem er für Majestic den Hit „Hoodle-Addle“ (#15) hatte. Schließlich erweiterte er die Formation zu einer Bigband, die bis Anfang 1952 bestand, und in der Deane Kincaide und Eddie Sauter arrangierten; weitere Mitglieder waren Johnny Carisi, Peanuts Hucko, Mundell Lowe und Nick Travis. Es entstanden Aufnahmen der Sauter-Arrangements wie „Civilisation (Bongo, Bongo, Bongo)“, „Your Red Wagon“, „Hangover Square“, „Sandstorm“, „Tumblebug“ und „Borderline“; letzteres präsentierte den neu hinzugekommenen Posaunisten Vern Friley. Zum größten Hit der Band wurde aber „You've Come a Long Way from St. Louis“, geschrieben von Bob Russell und John Benson Brooks, den er mit einer kleinen Gruppe für RCA aufnahm und 16 Wochen in den Charts platzierte. Sein letzter Hit war „Sunflower“ im März 1949.
1956 nahm er von Helen Miller das Angebot an, die Leitung der Glenn Miller Ghostband von Tex Beneke zu übernehmen, was er bis 1966 tat; sie wurde danach von Buddy DeFranco übernommen. McKinley zog sich nach Stamford (Connecticut) zurück und trat nur noch gelegentlich auf Festivals auf, beschränkte seine Tätigkeit auf die Mitwirkung an Fernseh- und Radio-Werbemusik. Mitte der 1970er Jahre zog er nach Key Largo in Florida.

## Literatur

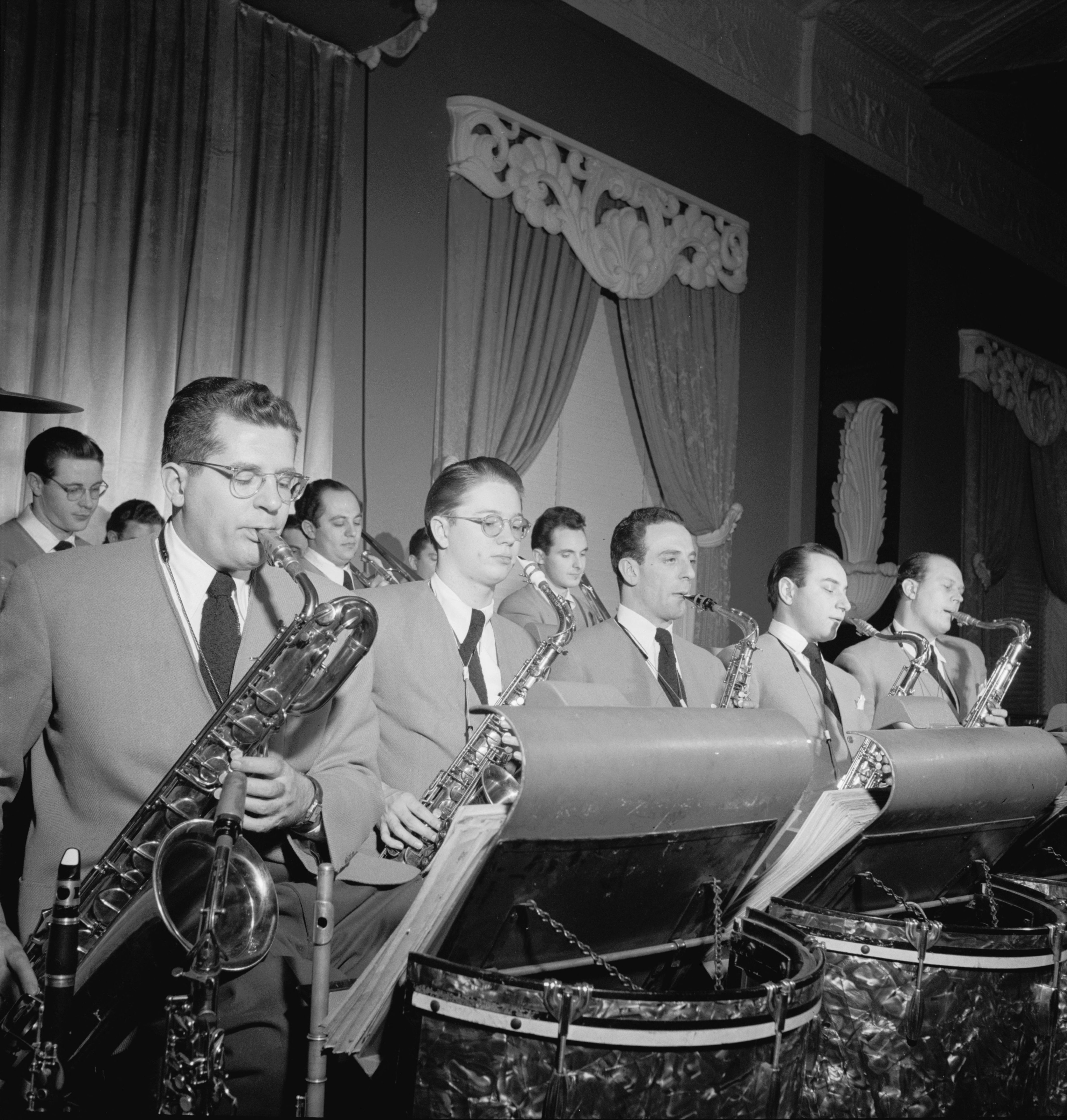
Die Saxophonisten des Ray McKinley Orchestra: Dean Kincaide, Bill Ainsworth, Ray Beller, Peanuts Hucko, Pete Terry, Vernon Friley, Irv Dinkin und Jim Harwood, Hotel Commodore, Century Room, New York City (ca. Januar 1947). Foto: Gottlieb